# Bossquare
De Bossquare  (Frans: Square du Bois) in Brussel is een privaat deel van de Louizalaan (huisnummers 535-587), georganiseerd als een mede-eigendom. De afgesloten en doodlopende privéstraat, ook wel bekend als Miljardairssquare (Frans: Square des milliardaires), ligt aan de ingang van het Terkamerenbos en is een van de duurste buurten van de Belgische hoofdstad.

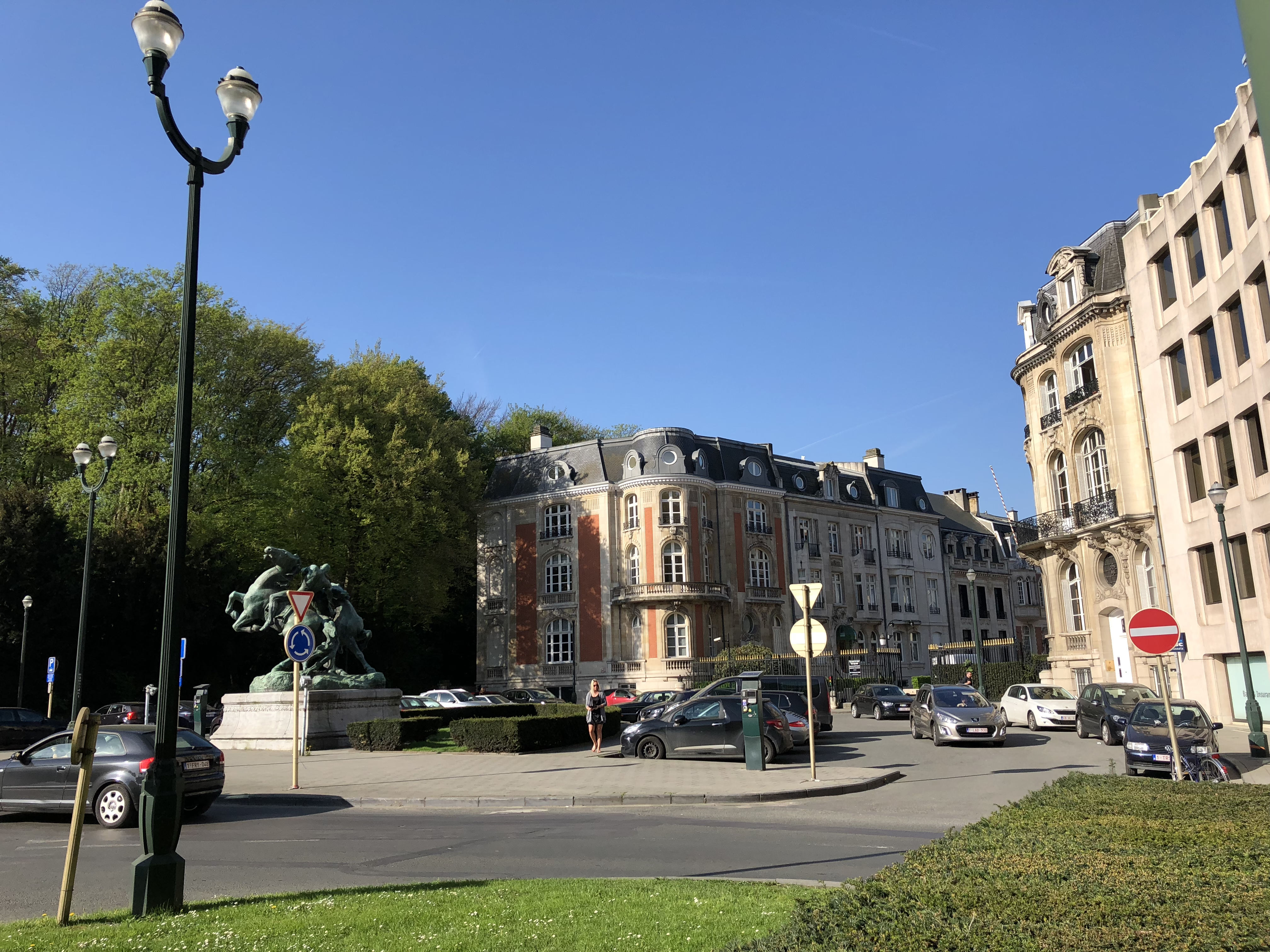
Ingang van de Bossquare met links De ruiterstrijd, een beeldengroep van Jacques de Lalaing die er geplaatst is sinds 1908, toen de villa Tasson er nog stond.

## Geschiedenis
De straat is in 1913 aangelegd op de plaats waar voorheen de villa van Joseph Tasson stond (opgetrokken rond 1880 naar plannen van Jean Baes en afgebroken in 1910). De eerste huizen waren het werk van Léon Govaerts en kwamen gereed in 1915, waarna de bouw verderging tot in de jaren 30.
Een reglement van mede-eigendom uit 1920 stelde een verbod in op commerciële activiteiten in de straat en op het opsplitsen van de huizen in appartementen. Door uitzonderingen die in de loop der jaren werden toegestaan, telden de 27 huizen anno 2008 toch 61 woningen.
Rond 1993 zijn hekken geplaatst waarmee de toegang tot de Bossquare kon worden afgesloten. De poorten in de hekken zijn sinds ongeveer 2000 op slot om nieuwsgierigen op afstand te houden, zodat men kan spreken van een gated community.

## In fictie
Giuseppe Pignato publiceerde in 2011 een Frans-Belgische roman die zijn naam, Square des Milliardaires, ontleende aan de straat.

## Lijst van huidige en vroegere bewoners
Enkele bekende personen die in het Bossquare wonen of hebben gewoond:
- Vincent Bolloré en zijn echtgenote Anaïs Jeanneret
- Familie Taittinger
- Familie De Roover
- Familie Prouvost
- Familie Espinasse
- Familie Lafon
- Familie Crombach-Augis
- Familie Paternotte de la Vaillée
- Familie Fattal
- Onno Ruding
- Familie Jagermann
- Jens Stoltenberg
- Paloma Picasso
- Roland Agambire
- Paolo en Mimo Vedovi
- Familie Albert Frère
- Familie de Béthune
- Barones Janssen
- Victoria Bracht
- Charles De Pauw
- Familie Lippens
- Dino Vastapane
- Ridder François-Xavier de Donnéa
- Familie De Sadeleer
- Familie de Limon Triest
- Familie Van Loo en Bertens

## Voetnoten
1. ↑  Charlotte Mikolajczak, 'Un clos très privé et très prisé', La Libre Belgique, 4 oktober 2008
2. ↑  Verduyn, Ludwig, “Square des Milliardaires” (2): de Fransen. De Rijkste Belgen (9 september 2017). Gearchiveerd op 21 november 2022. Geraadpleegd op 21 november 2022.
3. ↑  Verduyn, Ludwig, “Square des Milliardaires” (3): in de schaduw van de NAVO. De Rijkste Belgen (10 september 2017). Gearchiveerd op 21 november 2022. Geraadpleegd op 21 november 2022.
4. ↑  Verduyn, Ludwig, “Square des Milliardaires” (4): de buitenlanders en diplomatie. De Rijkste Belgen (11 september 2017). Gearchiveerd op 21 november 2022. Geraadpleegd op 21 november 2022.
5. ↑  Verduyn, Ludwig, Square des Milliardaires (5): Waar ook Belgen thuis zijn. De Rijkste Belgen (16 september 2017). Gearchiveerd op 21 november 2022. Geraadpleegd op 21 november 2022.
6. ↑  Verduyn, Ludwig, "Square des Milliardaires" (6): waar ook de Belgische adel thuis is. De Rijkste Belgen (17 september 2017). Gearchiveerd op 21 november 2022. Geraadpleegd op 21 november 2022.